# Беш-Абышка
Беш-Абышка (кирг. Беш-Абышка) — село в Узгенском районе Ошской области Кыргызстана. Входит в состав Кызыл-Октябрьского аильного округа. Код СОАТЕ — 41706 255 844 03 0

## Население
По данным переписи 2023 года, в селе проживало 264 человек.